# Karton (Album)
Karton ist das Debütalbum des deutschen Sängers Mark Forster. Es wurde am 1. Juni 2012 unter dem Musiklabel Four Music veröffentlicht.

## Hintergrund
Aufgenommen wurde das Album in Deutschland, Frankreich und in Spanien. Er arbeitete mit Ralf Christian Mayer auf dem gesamten Album zusammen, Sebastian Böhnisch war dabei der Co-Produzent. Er tourte zusammen mit dem deutschen Sänger Laith Al-Deen. Die Tour begann im Februar 2012.
Die erste Single Auf dem Weg wurde am 18. Mai 2012 aus dem Album veröffentlicht. Diese konnte sich in den deutschen Singlecharts bis auf Rang 49 platzieren und blieb insgesamt 13 Wochen in den Charts. Als zweite Single wurde Zu dir (weit weg) am 19. Oktober 2012 veröffentlicht. Diese konnte sich aber nur auf Rang 64 in den Singlecharts platzieren und blieb im Gegensatz zu der ersten Single nur eine Woche in den Charts.

## Titelliste
| Nr.          | Titel             | Autor(en)                                                  | Länge |
| ------------ | ----------------- | ---------------------------------------------------------- | ----- |
| 1.           | Auf dem Weg       | Mark Forster, Chris Buseck, Johnny Lee Andrews             | 3:44  |
| 2.           | Karton            | Forster                                                    | 3:19  |
| 3.           | Zu dir (weit weg) | Forster, Christian Neander, David Jürgens                  | 3:37  |
| 4.           | Wo ist Dein Feuer | Forster                                                    | 5:03  |
| 5.           | Nur Du            | Forster                                                    | 3:45  |
| 6.           | Die kleinen Dinge | Forster, Neander, Buseck                                   | 4:21  |
| 7.           | Sie ist weg       | Andreas Rieke, Michael B. Schmidt, Thomas Dürr, Michi Beck | 4:04  |
| 8.           | Alles wird gut    | Forster, Jürgens, Elif Demirezer                           | 3:32  |
| 9.           | Du fliegst davon  | Forster, Daniel Berlinger                                  | 2:45  |
| 10.          | Froh sein         | Forster, Neander                                           | 3:37  |
| 11.          | Bergab            | Forster, Martin Burkard                                    | 3:37  |
| 12.          | Du und ich        | Forster                                                    | 3:16  |
| 13.          | So spät           | Forster, Frank Engelmann                                   | 3:56  |
| Gesamtlänge: | Gesamtlänge:      | Gesamtlänge:                                               | 48:36 |

## Mitwirkende
- Artwork – Julia Schliewe
- Hintergrundgesang – Alex Grube, Frank Engelmann, Harun Hazar, Mark Forster, Reiner „Kallas“ Hubert, Sebastian Böhnisch
- Bass – Alex Grube, David Deery
- Brassband – Stefan Pahlke
- Cello – Ariane Spiegel, Hagen Kuhr, Rouven Schirmer
- Co-Produzent – Mark Forster, Sebastian Böhnisch
- Schlagzeug – Reiner „Kallas“ Hubert, Roland „Roy“ Knauf
- Elektronisches Piano – Christopher Noodt
- Gitarre – Alex Grube, Christian Neander, Frank Engelmann, Markus Birkle, Peter Weihe
- Keyboard – Christoph Rau, Christopher Noodt, David Jürgens, Mark Forster
- Gesang – Mark Forster
- Mastered – Howie Weinberg
- Melodika – Mark Forster
- Mixing – Ralf Christian Mayer
- Fotos – Sven Sindt
- Klavier – Christopher Noodt, Mark Forster
- Programming, Produzent – Ralf Christian Mayer
- Viola – Winnie Kübart
- Violine – Andreas Pfaff, Daniela Braun

## Rezeption

### Charts
Das Album konnte sich in den deutschen Albumcharts bis auf Rang 45 platzieren. Es blieb für sieben Wochen in den Charts. In der Schweiz und in Österreich konnte es sich nicht in den Charts platzieren.
| ChartsChartplatzierungen | Höchstplatzierung | Wochen |
| ------------------------ | ----------------- | ------ |
| Deutschland (GfK)        | 45 (7 Wo.)        | 7      |

### Auszeichnungen für Musikverkäufe
Im November 2017 wurde Karton in Deutschland mit einer Goldenen Schallplatte für über 100.000 verkaufte Einheiten ausgezeichnet.

| Land/Region        | Auszeichnungen für Musikverkäufe (Land/Region, Auszeichnung, Verkäufe) | Verkäufe |
| ------------------ | ---------------------------------------------------------------------- | -------- |
| Deutschland (BVMI) | Gold                                                                   | 100.000  |
| Insgesamt          | 1× Gold ·                                                              | 100.000  |